# هنري س. يوين
هنري س. يوين (بالإنجليزية: Henry C. Yuen)‏ هو شخصية أعمال أمريكي، ولد في 7 أبريل 1948.